# My Chemical Romance
My Chemical Romance (MCR lub My Chem) – amerykańska grupa wykonująca szeroko pojętą muzykę rockową, działająca w latach 2001–2013 oraz ponownie od 2019.

## Historia

### Początki kariery (2001–2002)
Zespół powstał w 2001 r. z inicjatywy frontmana, Gerarda Waya i byłego perkusisty Matta Pelissiera. Kiedy doszło do zamachów, które miały miejsce 11 września 2001 roku, Way zdecydował się na zmiany w swoim życiu. Pomimo że był dobrze wykształconym rysownikiem komiksów i miał też realne szanse na podpisanie kontraktu z Cartoon Network na wydanie własnej kreskówki (The Breakfast Monkey), postanowił poświęcić się muzyce. Razem z Mattem Pelissierem napisał piosenkę „Skylines and Turnstiles”, gdzie inspiracją do niej była tragedia z 11 września. Następnie poprosili ich wspólnego przyjaciela, Raya Toro, by do nich dołączył, gdyż Way nie był w stanie jednocześnie grać na gitarze i śpiewać.
Na strychu domu Matta nagrali demo „Skylines and Turnstiles”, „Our Lady of Sorrows” (wcześniejszy tytuł „Bring More Knives”) i „Cubicles”. Bratu Gerarda, Mikeyowi Wayowi, spodobało się to, co robili, więc postanowił zostać w zespole jako basista, porzucając jednocześnie naukę w college’u. Mikey Way wymyślił nazwę zespołu czerpiąc tytuł z książki Irivne’a Welsha, Ecstasy: Three Tales of Chemical Romance.
My Chemical Romance podpisali kontrakt z wytwórnią Eyeball Records i grali w tym samym studiu, co Pencey Prep oraz Thursday. Tam spotkali Franka Iero, wokalistę i gitarzystę zespołu Pencey Prep, który po rozpadzie Pencey Prep na przełomie 2001 i 2002 roku, kilka dni przed nagraniem debiutanckiego albumu zespołu, dołączył do MCR jako drugi wokalista oraz gitarzysta rytmiczny. Po 3 miesiącach od powstania, nagrali swój pierwszy album I Brought You My Bullets, You Brought Me Your Love, który został wydany 23 lipca 2002 roku.
Ich producentem był wokalista zespołu Thursday, Geoff Rickley. Album odniósł sukces na scenie undergroundowej. Z kolei kilka większych wytwórni złożyło im oferty, by podpisali kontrakt. Członkowie zespołu twierdzili, że obawiają się utraty swobody tworzenia, ale ostatecznie podpisali kontrakt z Reprise Records.

### Przełom (2003–2006)
Zespół zaczął pracować nad kolejnym albumem, zatytułowanym Three Cheers for Sweet Revenge. Wydanemu w 2004 roku albumowi w ciągu roku przyznano certyfikat platynowej płyty. Album promowały trzy single „I’m Not Okay (I Promise)”, „Helena” i „The Ghost of You”. W tym czasie Matta Pelissiera zastąpił nowy perkusista Bob Bryar. Na początku 2005 roku zespół po raz pierwszy wsparł trasę Taste of Chaos, a także otwierał koncerty zespołu Green Day podczas ich tournée American Idiot World Tour (2004–2005).
Podczas lata, koncertowali wraz z Fall Out Boy na Warped Tour 2005. Rok później, odbyli trasę z Alkaline Trio i Reggie and the Full Effect po Stanach Zjednoczonych. W tym samym roku My Chemical Romance, wraz z zespołem The Used, nagrali cover zespołu Queen i Davida Bowiego „Under Pressure”.
21 marca 2006 roku wydany został ich album audio-wideo, składający się z 2 DVD i 1 CD, Life On the Murder Scene. Na płytach DVD umieszczono pamiętnik zespołu, nagrania z koncertów oraz filmy nakręcone na planach teledysków. 27 czerwca 2006 roku wydano na DVD nieautoryzowaną biografię zespołu Things That Make You Go Mmmm!. DVD nie zawiera żadnych teledysków, czy też innych nagrań muzycznych, ale wywiady z osobami, które znały zespół jeszcze przed ich światowym rozgłosem.

### The Black Parade (2006–2007)
Nagrywanie trzeciego albumu studyjnego zespół rozpoczął 10 kwietnia 2006 roku. W nagraniach wziął udział Rob Cavallo, producent wielu płyt zespołu Green Day. Początkowo album miał nosić tytuł The Rise and Fall of My Chemical Romance, ale w wywiadzie dla branżowego czasopisma „Kerrang!” Gerard Way wyjaśnił, że „To nigdy nie był tytuł albumu, lecz bardziej bujda albo żart”. 3 sierpnia 2006 zespół ukończył realizację zdjęć do teledysków do dwóch pierwszych piosenek, „Welcome to the Black Parade” i „Famous Last Words”. Oba wideoklipy wyreżyserował Sam Bayer (wcześniej zrealizował teledyski „Smells Like Teen Spirit” Nirvany i „American Idiot” Green Daya). Podczas zdjęć do „Famous Last Words” członkowie zespołu, Gerard Way i Bob Bryar, odnieśli kontuzje. Way zerwał sobie ścięgna w kostce, a Bryar poważnie poparzył sobie nogę, do której wdała się infekcja. Wymagał stałej kontroli szpitalnej. Konsekwencją tego było odwołanie przez zespół kilku koncertów. Moment poparzenia Bryara został uwieczniony w wersji teledysku przeznaczonej na rynek brytyjski (4 min 20 sek.: Ray Toro podbiega do Bryara, by sprawdzić, co się stało). Album The Black Parade jest uważany za sukces zespołu (5 gwiazdek w polskim czasopiśmie muzycznym „Teraz Rock”, a także miejsce w pierwszej 30 najlepszych albumów wg brytyjskiego magazynu „NME”).
The Black Parade World Tour, trasa promująca nowy album zespołu rozpoczęła się 22 lutego 2007, a skończyła 9 maja 2008 roku. W międzyczasie My Chemical Romance grali z zespołami takimi jak: Rise Against, Thursday, Muse czy Billy Talent. Podczas trasy do członków grupy dołączył James Dewees (z zespołu Reggie and the Full Effect), uzupełniając personel muzyczny o keyboard.
W plebiscycie magazynu „Kerrang!” The Black Parade został uznany za 4. najlepszy album 2006 roku. My Chemical Romance wygrali w kategorii „Najlepszy Międzynarodowy Zespół” na rozdaniu nagród magazynu „NME” w 2007 roku.
19 kwietnia 2007 Mikey Way ogłosił, że przerywa występy w ramach The Black Parade World Tour, ponieważ chciał spędzić więcej czasu ze swoją wówczas nową żoną Alicią Simmons-Way. Mikeyego zastąpił przyjaciel zespołu, Matt Cortez. Grał on z zespołem aż do powrotu basisty (4 października 2007). My Chemical Romance byli częścią trasy Projekt Revolution wymyślonej przez członków grupy Linkin Park. Wraz z Placebo, Saosin, Taking Back Sunday, HIM, i Linkin Park dawali koncerty na terenie Stanów Zjednoczonych. W październiku My Chemical Romance ruszyli na trasę koncertową po Europie.
15 listopada 2007 poinformowano, że dalsze koncerty My Chemical Romance nie odbędą w pełnym składzie. Frank Iero oraz Bob Bryar zakończyli swój udział w trasie koncertowej promującej ich nowy album. Bob Bryar doznał kontuzji nadgarstków, co uniemożliwiało mu grę na perkusji, więc z powodów zdrowotnych zrezygnował z trasy aż do wyleczenia. Zastąpił go Pete. Frank Iero musiał wrócić do domu z powodów rodzinnych (jego babcia zmarła). Zastąpił go Matt Cortez.
My Chemical Romance zostali nominowani do Najlepszej Alternatywnej Grupy w 2007 w ramach American Music Awards, konkurując z Linkin Park i The White Stripes. Zespół nie zdobył nagrody; wyróżnienie przyznano zespołowi Linkin Park. 19 grudnia 2007 w Japonii została wydana EP Live and Rare. EP zawiera piosenki z singli z The Black Parade.

### The Black Parade is Dead! (2008)
30 czerwca 2008 roku (w Polsce 1 lipca 2008) miała miejsce premiera drugiego DVD zespołu, zatytułowana The Black Parade is Dead!. DVD zawiera zapis z koncertu w Palacio de los Deportes, hali sportowo-widowiskowej w Meksyku oraz „kameralny” występ w klubie Maxwell’s w Hoboken, w New Jersey. Wydwawnictwo The Black Parade is Dead! uzupełniono o CD z zapisem koncertu z miasta Meksyku. DVD zostało wydane także w limitowanej edycji, zawierającej akt zgonu oraz maskę zaprojektowaną przez jednego członka zespołu, a wszystko to zamknięte zostało w drewnianej trumience oznaczonej logiem My Chemical Romance.

### Danger Days: The True Lives of the Fabulous Killjoys (2010)
We wrześniu 2010 roku, na oficjalnym profilu My Chemical Romance w serwisie YouTube opublikowano zwiastun zatytułowany „Art Is the Weapon”, który ujawnił tytuł czwartego studyjnego albumu grupy, Danger Days: The True Lives of the Fabulous Killjoys. 22 września miała miejsce premiera utworu „Na Na Na (Na Na Na Na Na Na Na Na Na)” w radiu BBC (Wielka Brytania) i w KROQ (Wielkie Los Angeles). Lista utworów została opublikowana 23 września za pośrednictwem oficjalnej strony zespołu. Premiera czwartego albumu My Chemical Romance odbyła się 22 listopada 2010 roku. 22 marca 2013 roku grupa My Chemical Romance ogłosiła zakończenie swojej kariery.

### Koniec działalności (2013)
22 marca 2013 roku zespół oficjalnie ogłosił koniec działalności. Ogłoszenie z oficjalnej strony zespołu brzmiało:

Założenie tego zespołu 12 lat temu było prawdziwym błogosławieństwem. Byliśmy w miejscach, o których nie myśleliśmy, że będziemy. Mogliśmy zobaczyć i doświadczyć rzeczy, o których nawet nie marzyliśmy. Dzieliliśmy scenę z ludźmi, których podziwiamy, którzy byli naszymi autorytetami i co najważniejsze, z naszymi przyjaciółmi. A teraz, tak jak wszystkie wspaniałe rzeczy, nadszedł czas to zakończyć. Dziękujemy za całe wasze wsparcie i za bycie częścią tej przygody

Okoliczności zakończenia działalności My Chemical Romance Gerard Way wytłumaczył w liście pożegnalnym skierownym do fanów:

(…) Jest wiele powodów, które doprowadziły do końca My Chemical Romance. Główna przyczyna nie jest ważna, tak jak posłańcy – ale wiadomość, znów jak zawsze, jest ważną rzeczą. Ale żeby nie było wątpliwości – to jest moja ocena, moje powody i moje uczucia. I mogę was zapewnić, że nie było żadnego podziału, kłótni, niepowodzenia, wypadku, łotra czy noża wbitego w plecy, który by to spowodował, powtarzam, to nie była niczyja wina, działo się to po cichu, czy zdawaliśmy sobie z tego sprawę czy nie, na długo przed jakimikolwiek sensacjami, skandalami czy plotkami.

### Reaktywacja zespołu (2019)
31 października 2019 roku grupa ogłosiła swój sceniczny powrót. 20 grudnia 2019 roku My Chemical Romance zagrało koncert w Shrine Expo Hall w Los Angeles. 12 maja 2022 roku zespół wydał The Foundations Of Decay, pierwszy singiel od 2014 roku. 19 i 20 października 2024 grupa wystąpiła na festiwalu When We Were Young w Las Vegas, gdzie zagrali cały album The Black Parade. W listopadzie 2024 zespół ogłosił trasę koncertową po Ameryce Północnej pt. Long Live The Black Parade

## Muzycy
| Obecny skład zespołu - Gerard Way – wokal prowadzący (2001–2013, 2019–obecnie) - Ray Toro – gitara prowadząca, wokal wspierający (2001–2013, 2019–obecnie), gitara rytmiczna (2001–2002) - Mikey Way – gitara basowa (2001–2013, 2019–obecnie) - Frank Iero – gitara rytmiczna, wokal wspierający (2002–2013, 2019–obecnie) Byli członkowie - Matt Pelissier – perkusja (2001–2004) - Bob Bryar – perkusja (2004–2010) - James Dewees – instrumenty klawiszowe, wokal wspierający, instrumenty perkusyjne (2007–2013) | Muzycy koncertowi - Pete Parada – perkusja (2007) - Matt Cortez – gitara basowa (2007), gitara (2007–2008) - Tucker Rule – perkusja (2007–2008) - Todd Price – gitara (2008) - Michael Pedicone – perkusja (2010–2011) - Jarrod Alexander – perkusja (2011–2013, 2019-obecnie) - Jamie Muhoberac – instrumenty klawiszowe (2019-obecnie) |

## Dyskografia
Albumy studyjne
- 2002: I Brought You My Bullets, You Brought Me Your Love
- 2004: Three Cheers for Sweet Revenge
- 2006: The Black Parade
- 2010: Danger Days: The True Lives of the Fabulous Killjoys

Albumy koncertowe
- 2006: Life on the Murder Scene
- 2008: The Black Parade is Dead!

Albumy kompilacyjne
- 2012: Conventional Weapons
- 2014: May Death Never Stop You

Minialbumy
- 2002: Like Phantoms, Forever[9]
- 2005: Warped Tour Bootleg Series
- 2007: Live and Rare
- 2009: The Black Parade: The B-Sides
- 2010: The Mad Gear and Missile Kid
- 2011: iTunes Festival: London 2011

Single
- 2002: „Honey, This Mirror Isn't Big Enough for the Two of Us”
- 2002: „Vampires Will Never Hurt You”
- 2004: „Headfirst for Halos”
- 2004: „Thank You for the Venom”
- 2004: „I’m Not Okay (I Promise)”
- 2005: „Helena”
- 2005: „The Ghost of You”
- 2006: „Welcome to the Black Parade”
- 2007: „Famous Last Words”
- 2007: „I Don’t Love You”
- 2007: „Teenagers”
- 2009: „Desolation Row”
- 2010: „Na Na Na (Na Na Na Na Na Na Na Na Na)”
- 2010: „The Only Hope for Me Is You”
- 2010: „Sing”
- 2011: „Sing it for Japan”
- 2011: „Planetary (GO!)”
- 2011: „Bulletproof Heart”
- 2011: „The Only Hope for Me Is You”
- 2012: „Boy Division”
- 2012: „Tomorrow's money”
- 2012: „Gun”
- 2012: „Ambulance”
- 2012: „The Light Behind Your Eyes”
- 2014: „Fake Your Death”
- 2022: „The Foundations of Decay”

## Wideografia
| Rok  | Tytuł                                                                     | Pozycja na liście | Certyfikat             |
| Rok  | Tytuł                                                                     | USA               | Certyfikat             |
| ---- | ------------------------------------------------------------------------- | ----------------- | ---------------------- |
| 2006 | Life on the Murder Scene - Data: 21 marca 2006 - Wydawca: Reprise Records | 5                 | - USA: platynowa płyta |
| 2008 | The Black Parade is Dead! - Data: 1 lipca 2008 - Wydawca: Reprise Records | –                 | - USA: złota płyta     |
| 2009 | ¡Venganza! - Data: 10 kwietnia 2009 - Wydawca: Reprise Records            | –                 |                        |

## Teledyski
| Rok  | Tytuł                                                   | Reżyseria                             |
| ---- | ------------------------------------------------------- | ------------------------------------- |
| 2002 | „Honey, This Mirror Isn’t Big Enough for the Two of Us” | Marc Debiak, Mark Serao, Chris Vaglio |
| 2002 | „Vampires Will Never Hurt You”                          | Marc Debiak                           |
| 2004 | „I’m Not Okay (I Promise)”                              | Greg Kaplan                           |
| 2004 | „I’m Not Okay (I Promise)”                              | Marc Webb                             |
| 2005 | „Helena”                                                | Marc Webb                             |
| 2005 | „The Ghost of You”                                      | Marc Webb                             |
| 2006 | „Welcome to the Black Parade”                           | Samuel Bayer                          |
| 2006 | „Famous Last Words”                                     | Samuel Bayer                          |
| 2007 | „I Don’t Love You”                                      | Marc Webb                             |
| 2007 | „Teenagers”                                             | Marc Webb                             |
| 2009 | „Desolation Row”                                        | Zack Snyder                           |
| 2010 | „Na Na Na (Na Na Na Na Na Na Na Na Na)”                 | Roboshobo, Gerard Way                 |
| 2010 | „SING”                                                  | P. R. Brown, Gerard Way               |
| 2011 | „Planetary (Go!)”                                       | Michael Sterling Eaton                |
| 2012 | „The Kids from Yesterday”                               | Emily Eisemann                        |

## Nagrody i wyróżnienia
| Rok  | Kategoria               | Tytułem                                 | Nagroda                         | Nota      | Źródło |
| ---- | ----------------------- | --------------------------------------- | ------------------------------- | --------- | ------ |
| 2005 | Best International Band | My Chemical Romance                     | Metal Hammer Golden Gods Awards | Nominacja | [ 18 ] |
| 2005 | Best Video              | „Helena”                                | Metal Hammer Golden Gods Awards | wygrana   | [ 19 ] |
| 2006 | Best Video              | „Ghost of You”                          | Metal Hammer Golden Gods Awards | Nominacja | [ 20 ] |
| 2006 | Best Band On The Planet | My Chemical Romance                     | Kerrang! Awards                 | wygrana   | [ 21 ] |
| 2007 | Best International Band | My Chemical Romance                     | Kerrang! Awards                 | wygrana   | [ 22 ] |
| 2007 | Best Video              | „The Black Parade”                      | Metal Hammer Golden Gods Awards | Nominacja | [ 23 ] |
| 2007 | Album Of The Year       | The Black Parade                        | Metal Hammer Golden Gods Awards | Nominacja | [ 23 ] |
| 2011 | Best Video              | „Na Na Na (Na Na Na Na Na Na Na Na Na)” | Kerrang! Awards                 | wygrana   | [ 24 ] |
| 2012 | Best International Band | My Chemical Romance                     | Kerrang! Awards                 | wygrana   | [ 25 ] |